# Chadwell Heath
Chadwell Heath är en del av en befolkad plats i Storbritannien.   Den ligger i grevskapet Greater London och riksdelen England, i den sydöstra delen av landet, 19 km öster om huvudstaden London. Chadwell Heath ligger 20 meter över havet och antalet invånare är 9 598.
Terrängen runt Chadwell Heath är platt, och sluttar söderut. Runt Chadwell Heath är det mycket tätbefolkat, med 4 039 invånare per kvadratkilometer. Närmaste större samhälle är City of London, 16,8 km väster om Chadwell Heath. Runt Chadwell Heath är det i huvudsak tätbebyggt.